# Edvige Sofia di Svezia
Edvige Sofia Augusta di Svezia (Stoccolma, 26 giugno 1681 – Stoccolma, 22 dicembre 1708) era una principessa svedese e nonna dello Zar Pietro III di Russia.

## Biografia
Edvige Sofia era la figlia di Carlo XI di Svezia, e di sua moglie, la principessa Ulrica Eleonora di Danimarca. Trascorse la maggior parte della sua educazione al Palazzo di Karlberg. Dopo la morte della madre, lei e i suoi fratelli furono posti sotto la custodia di sua nonna. La sua governante era Juliana Schierberg, che fu la sua confidente per tutta la vita. Edvige Sofia era la preferita di sua nonna.
A causa dell'influenza di sua nonna, arrivò ad accogliere opinioni anti-danesi. Era descritta come bella, appassionata ma dignitosa, e una brava studentessa, in particolare nella pittura. Fu anche notata per essere allegra nella severa corte svedese, e fu notato che suo padre spendeva più soldi per lei di quanto non fosse normalmente disposto a fare per le altre cose.
Tra il 1697 e il 1699, la politica danese cercò di creare un'alleanza con la Svezia attraverso un doppio matrimonio tra Carlo XII di Svezia e la principessa Sofia Edvige di Danimarca, e il principe Carlo di Danimarca ed Edvige Sofia. Tuttavia, nessuno dei matrimoni fu realizzato.

## Matrimonio
Il 12 maggio 1698 a Karlberg si sposò contro il suo volere con un suo cugino, Federico IV di Holstein-Gottorp. Dalla loro unione nacque un figlio:
- Carlo Federico di Holstein-Gottorp (1700-1739), sposò Anna Petrovna Romanova

Il suo matrimonio fu organizzato come parte della tradizionale politica svedese di alleanza con Holstein-Gottorp contro la Danimarca; suo fratello era stato in precedenza destinato a sposare la sorella di Federico, ma lui rifiutò. Non le piaceva la vita dissoluta di Federico IV, per la quale era conosciuto ancor prima del loro matrimonio.
Visitò l'Holstein-Gottorp nel 1698 e vi rimase per circa un anno. Durante la permanenza di Edvige Sofia a Gottorp, Federico visitava regolarmente le sue amanti ad Amburgo e ne portò alcuni anche a Gottorp. La sua prima dama di corte, Beata Magdalena Wittenberg, fu coinvolta in una aggressione con un cortigiano che fungeva da magnaccia di Federico, un episodio che si concluse con la perdita della carica di Wittenberg e la richiesta di Edvige Sofia di tornare in Svezia.
Nel 1699 tornò in Svezia, dove fu seconda in linea al trono svedese e presunta erede. Risiedeva principalmente a Karlberg. Edvige Sofia era una partecipante entusiasta delle frequenti feste che dominavano la corte di suo fratello per alcuni anni prima della Grande guerra del Nord, e passò la maggior parte della sua vita alla corte svedese. Il suo matrimonio fu il punto di partenza di una lunga serie di festeggiamenti che durarono fino alla sua partenza, e al suo ritorno, si lanciò un'altra serie di festeggiamenti che durò fino allo scoppio della guerra.
Edvige Sofia era considerata un'influenza politica su suo fratello: il 1º ottobre 1702, il conte Magnus Stenbock affidò alla moglie Eva Oxenstierna il compito di usare la sua influenza in parlamento per contattare Edvige Sofia e chiederle di far cessare la guerra e chiedere la pace.

## Reggenza
Alla morte del marito (avvenuta il 18 ottobre 1702), divenne per poco tempo reggente al titolo reso vacante al posto del figlio, anche se raramente lasciava la Svezia. Lasciò gli affari del ducato a Cristiano Augusto di Holstein-Gottorp, lo zio del suo defunto sposo, ma le questioni di grande importanza dovevano essere sempre approvate da lei. Come reggente, Edvige Sofia si assicurò che la vecchia politica dell'Holstein-Gottorp fosse mantenuta, con un'alleanza con la Svezia come protezione contro la Danimarca. Questo portò a una certa tensione con l'amministrazione del ducato, che stava prendendo in considerazione una diversa alleanza, ma mantenne il controllo della politica e la sua linea fu mantenuta fino alla sua morte senza che ciò portasse ad alcun conflitto aperto.
In Svezia, ha lavorato per far accettare il figlio come erede al trono svedese. In quanto vedova, fu oggetto di piani per organizzare un nuovo matrimonio politico. Tra i candidati c'erano il principe ereditario di Hannover, cioè il futuro re Giorgio II di Gran Bretagna. Tuttavia rifiutò un nuovo matrimonio combinato. Era ormai impegnata con il giovane conte di corte Olof Gyllenborg. Conosceva Gyllenborg da prima del suo matrimonio, e dopo la morte della moglie, le fece sapere che era innamorato di lei. Quella relazione era alla conoscenza di tutta la corte e sembra essere stata accettata, sebbene non piacesse molto alla nonna.
Era il centro della vita sociale e si diceva che tutto il piacere della vita di corte finisse dopo la sua morte. Era una cantante affermata: durante la guerra, appariva come cantante ai concerti a corte, mentre la sorella, Ulrica Eleonora, suonava il clavicembalo. Come sua sorella, chiese ripetutamente a suo fratello il permesso di visitarlo sul campo di battaglia durante la guerra, cosa che era comune a molte altre donne, ma lui rifiutava ogni volta.

## Morte
Morì di vaiolo il 22 dicembre 1708, che contrasse per aver curato suo figlio colpito dalla malattia. Nel luglio del 1709, suo fratello ricevette la notizia della sua morte. Carlo XII rifiutò di crederci. I funerali e l'interramento di Edvige Sofia nella chiesa di Riddarholm non si svolsero fino al 1718, dopo la morte di Carlo. Fu temporaneamente sepolta nel 1708, ma il suo funerale fu ritardato in attesa degli ordini del fratello da come doveva essere condotto. Nel 1716, tuttavia, fu sbrigativamente seppellita insieme a sua nonna senza che glielo si chiedesse, poiché erano preoccupati che avrebbe insistito per un funerale di un tipo che il paese non poteva più permettersi.
Quando morì nel 1718 e non lasciò eredi maschi al trono, l'unico figlio della defunta Edvige Sofia, il duca Carlo Federico era in linea per succedergli, ma la sorella minore del defunto re, Ulrica Eleonora, prese rapidamente il trono.

## Ascendenza
|                                      |                           |                                  | Genitori                                   |  |  | Nonni |  |  | Bisnonni                                              |  |  | Trisnonni                             |  |
|                                      |                           |                                  |                                            |  |  |       |  |  | Giovanni Casimiro del Palatinato-Zweibrücken-Kleeburg |  |  | Giovanni I del Palatinato-Zweibrücken |  |
|                                      |                           |                                  |                                            |  |  |       |  |  | Giovanni Casimiro del Palatinato-Zweibrücken-Kleeburg |  |  | Giovanni I del Palatinato-Zweibrücken |  |
|                                      |                           | Maddalena di Jülich-Kleve-Berg   |                                            |  |  |       |  |  | Giovanni Casimiro del Palatinato-Zweibrücken-Kleeburg |  |  |                                       |  |
| Carlo X Gustavo di Svezia            |                           |                                  |                                            |  |  |       |  |  | Giovanni Casimiro del Palatinato-Zweibrücken-Kleeburg |  |  |                                       |  |
|                                      |                           | Caterina di Svezia               | Carlo IX di Svezia                         |  |  |       |  |  |                                                       |  |  |                                       |  |
|                                      |                           | Caterina di Svezia               | Carlo IX di Svezia                         |  |  |       |  |  |                                                       |  |  |                                       |  |
|                                      |                           | Caterina di Svezia               | Anna Maria di Wittelsbach-Simmern          |  |  |       |  |  |                                                       |  |  |                                       |  |
| Carlo XI di Svezia                   |                           | Caterina di Svezia               |                                            |  |  |       |  |  |                                                       |  |  |                                       |  |
|                                      |                           | Federico III di Holstein-Gottorp | Giovanni Adolfo di Holstein-Gottorp        |  |  |       |  |  |                                                       |  |  |                                       |  |
|                                      |                           | Federico III di Holstein-Gottorp | Giovanni Adolfo di Holstein-Gottorp        |  |  |       |  |  |                                                       |  |  |                                       |  |
|                                      |                           | Federico III di Holstein-Gottorp | Augusta di Danimarca                       |  |  |       |  |  |                                                       |  |  |                                       |  |
| Edvige Eleonora di Holstein-Gottorp  |                           | Federico III di Holstein-Gottorp |                                            |  |  |       |  |  |                                                       |  |  |                                       |  |
|                                      |                           | Maria Elisabetta di Sassonia     | Giovanni Giorgio I di Sassonia             |  |  |       |  |  |                                                       |  |  |                                       |  |
|                                      |                           | Maria Elisabetta di Sassonia     | Giovanni Giorgio I di Sassonia             |  |  |       |  |  |                                                       |  |  |                                       |  |
|                                      |                           | Maria Elisabetta di Sassonia     | Maddalena Sibilla di Prussia               |  |  |       |  |  |                                                       |  |  |                                       |  |
| Edvige Sofia di Svezia               |                           | Maria Elisabetta di Sassonia     |                                            |  |  |       |  |  |                                                       |  |  |                                       |  |
|                                      | Cristiano IV di Danimarca | Federico II di Danimarca         |                                            |  |  |       |  |  |                                                       |  |  |                                       |  |
|                                      | Cristiano IV di Danimarca | Federico II di Danimarca         |                                            |  |  |       |  |  |                                                       |  |  |                                       |  |
|                                      | Cristiano IV di Danimarca | Sofia di Meclemburgo-Güstrow     |                                            |  |  |       |  |  |                                                       |  |  |                                       |  |
| Federico III di Danimarca            | Cristiano IV di Danimarca |                                  |                                            |  |  |       |  |  |                                                       |  |  |                                       |  |
|                                      |                           | Anna Caterina del Brandeburgo    | Gioacchino Federico di Brandeburgo         |  |  |       |  |  |                                                       |  |  |                                       |  |
|                                      |                           | Anna Caterina del Brandeburgo    | Gioacchino Federico di Brandeburgo         |  |  |       |  |  |                                                       |  |  |                                       |  |
|                                      |                           | Anna Caterina del Brandeburgo    | Caterina di Brandeburgo-Küstrin            |  |  |       |  |  |                                                       |  |  |                                       |  |
| Ulrica Eleonora di Danimarca         |                           | Anna Caterina del Brandeburgo    |                                            |  |  |       |  |  |                                                       |  |  |                                       |  |
|                                      |                           | Giorgio di Brunswick-Lüneburg    | Guglielmo il Giovane di Brunswick-Lüneburg |  |  |       |  |  |                                                       |  |  |                                       |  |
|                                      |                           | Giorgio di Brunswick-Lüneburg    | Guglielmo il Giovane di Brunswick-Lüneburg |  |  |       |  |  |                                                       |  |  |                                       |  |
|                                      |                           | Giorgio di Brunswick-Lüneburg    | Dorothea di Danimarca                      |  |  |       |  |  |                                                       |  |  |                                       |  |
| Sofia Amelia di Brunswick e Lüneburg |                           | Giorgio di Brunswick-Lüneburg    |                                            |  |  |       |  |  |                                                       |  |  |                                       |  |
|                                      |                           | Anna Eleonora di Assia-Darmstadt | Luigi V d'Assia-Darmstadt                  |  |  |       |  |  |                                                       |  |  |                                       |  |
|                                      |                           | Anna Eleonora di Assia-Darmstadt | Luigi V d'Assia-Darmstadt                  |  |  |       |  |  |                                                       |  |  |                                       |  |
|                                      |                           | Anna Eleonora di Assia-Darmstadt | Maddalena di Brandeburgo                   |  |  |       |  |  |                                                       |  |  |                                       |  |
|                                      |                           | Anna Eleonora di Assia-Darmstadt |                                            |  |  |       |  |  |                                                       |  |  |                                       |  |